# Friedrich Krömer

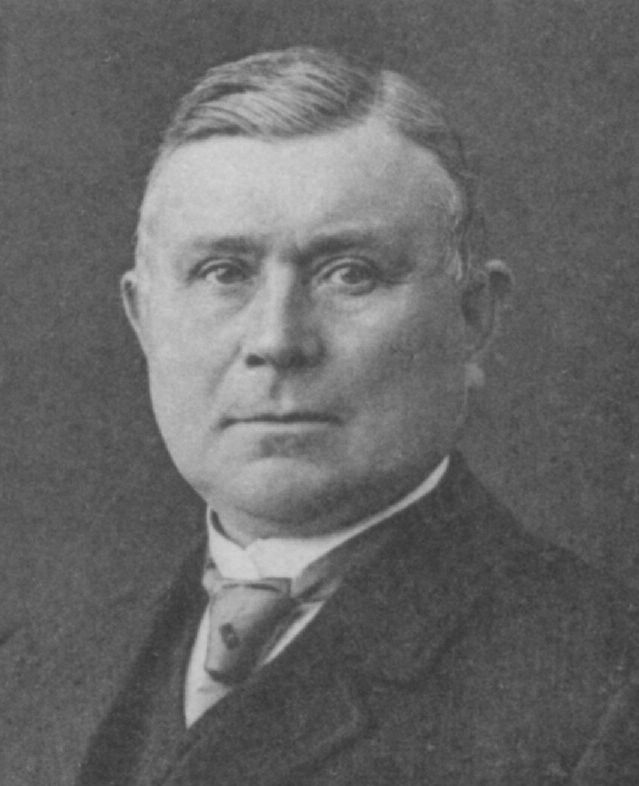
Friedrich Krömer als Reichstagsabgeordneter 1912

Friedrich Ernst Krömer (* 26. Oktober 1857 in Levesen; † 11. Juni 1938 ebenda) war Landwirt und Mitglied des Deutschen Reichstags.

## Leben
Friedrich Krömer besuchte die Volksschule zu Bergschule von 1864 bis 1872. Er war immer auf seinem väterlichen Hofe in der Landwirtschaft tätig, den er im Jahre 1888 übernommen hat. Von 1876 bis 1879 diente er im Artillerie-Regiment Nr. 22 in Minden. Ferner war er Mitglied des Schaumburg-lippischen Landtags seit 1899, Vorstandsmitglied der landwirtschaftlichen Berufsgenossenschaft für Schaumburg-Lippe und Vorstandsmitglied des landwirtschaftlichen Hauptvereins für Schaumburg-Lippe.
Von 1912 bis 1918 war er Mitglied des Deutschen Reichstags für den Reichstagswahlkreis Fürstentum Schaumburg-Lippe (Bückeburg, Stadthagen) und die Fortschrittliche Volkspartei.
Zwischen 1919 und 1931 war er wieder Mitglied im Landtag von Schaumburg-Lippe.